# Ma Zhongying

Drapeau des « Douze rayons de soleil dans le ciel bleu » arboré par les seigneur de guerre Hui qui s'allièrent avec le Kuomintang de Nankin et Tchang Kaï-chek.

Ma Zhongying, aussi appelé Ma Chung-ying (馬仲英), né en 1912 et peut-être décédé en 1936 à l'âge de 24 ans, est un seigneur de la guerre chinois musulman de la clique des Ma qui gouverna la province de Gansu dans les années 1930. Il s'allia avec le Kuomintang qui lui donna le commandement de la 36e division de l'armée nationale révolutionnaire avec pour mission de renverser le gouverneur du Xinjiang, Jin Shuren. Après plusieurs victoires sur les forces russes blanches, il tente d'agrandir son territoire dans le Sud du Xinjiang en lançant des campagnes à partir de sa base du Gansu mais est finalement bloqué en 1934 par le seigneur de guerre Sheng Shicai.
Son nom de naissance est Ma Buying.

## L'ascension
Ma Zhongying rejoint la milice musulmane à 14 ans en 1924. Il participe à la capture de Hezhou au Guangxi et à décimer l'armée de son grand-oncle Ma Lin qui venait reprendre la ville. Le commandant de Ma Zhongying, son oncle Ma Ku-chang, le démet de ses fonctions pour avoir désobéi aux ordres.
Il entre à l'académie de Huangpu de Nankin en 1929,,.

### Le Xinjiang durant les années 1930

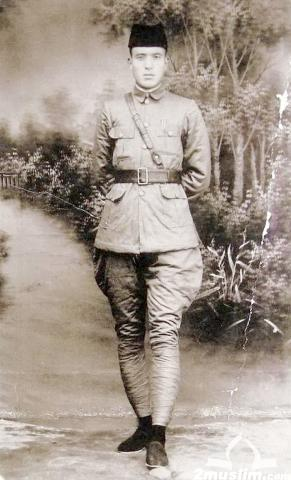
Ma Zhongying

Ma Zhongying combat les forces pro-soviétiques du gouverneur Jin Shuren, menant la 36e division au nom du gouvernement chinois contre les forces chinoises et russes de Jin Shuren durant la rébellion Kumul.
Les forces de Ma commettent des atrocités sur les civils Han et Ouïghours du Xinjiang durant les combats. Il les enrôle de force dans son armée pour les utiliser en chair à canon tandis que ses généraux sont tous des Hui.
L'Union soviétique et Sheng Shicai accusent Ma Zhongying d'être soutenu par les Japonais et prétendent avoir capturé des officiers japonais servant dans son armée. Malgré cela, il proclame officiellement son allégeance au gouvernement de Nankin.
Après avoir d'abord combattu Ma Zhongying, le général Zhang Peiyuan (en) et son armée le rejoignent pour s'opposer au gouvernement provincial et aux Russes.
Ma Zhongying combat ensuite les Russes lors de l'invasion soviétique du Xinjiang.

## Retour
« Il était un garçon simplet. Il est devenu fou. Il a tué tout le monde. »

— Rewi Alley (en) à propos de Ma Zhongying.

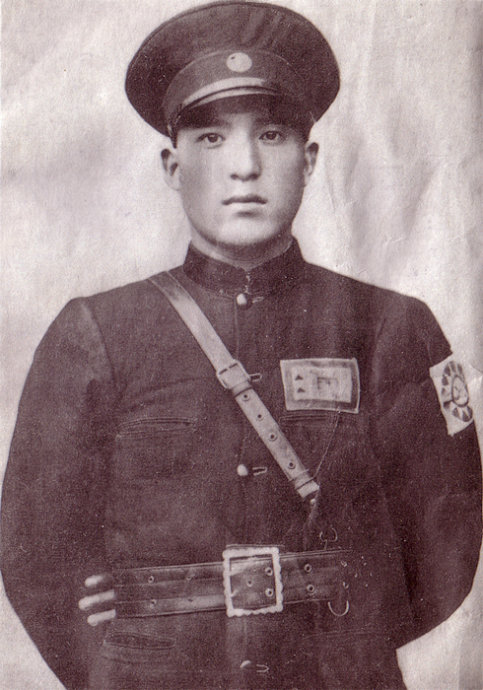
Ma Zhongying avec l'uniforme du Kuomintang.

Le Kuomintang voulait défaire Jin car il avait signé un traité d'armes illégal avec l'Union soviétique sans son accord,.
Ma utilisait la bannière et les armoiries du Kuomintang dites du Ciel bleu avec un Soleil blanc dans son armée. Il portait lui-même un uniforme du Kuomintang pour montrer qu'il était un représentant légitime du gouvernement chinois.

## Personnalité
Les troupes de Ma chantaient une chanson militaire islamo-chinoise, et Ma Zhongying lui-même avait un harmonium avec lui et passait des heures à jouer des hymnes musulmans. Il avait des pistolets Mauser et citait pour modèle Genghis Khan, Napoléon, Hindenburg, et Zuo Zongtang.
Le voyageur britannique Peter Fleming rapporte qu'en 1935, le Xinjiang était le seul territoire chinois sans agents japonais.

## Chute
La caravane de camions de l'explorateur suédois Sven Hedin est attaquée par Ma Zhongying qui se retirait du Nord du Xinjiang avec sa 36e division pendant l'invasion soviétique. Alors que Sven était détenu par Ma Zhongying, il rencontra le général Ma Hushan (en), et Kamal Kaya Efendi (en).
Le second de Ma Zhongying affirma à Hedin que Ma contrôlait la région entière du Tien-shan-nan-lu (Sud du Xinjiang) et que Sven pouvait y circuler en sécurité mais le Suédois ne croyait pas ses affirmations Certaines troupes de Ma attaquèrent l'expédition de Hedin en tirant à partir de leurs véhicules.
En avril 1934, après que ses forces aient ravagé Kachgar durant la bataille de Kachgar (en), Ma arriva lui-même dans la ville et donna un discours à la mosquée Id Kah où il demanda aux Ouïghours d'être loyaux au gouvernement du Kuomintang à Nankin,,.
« Ma accusa Sheng Shicai d'être une marionnette des Soviétiques, et réaffirma son allégeance au gouvernement de Nankin. »
Durant l'invasion soviétique du Xinjiang, Ma Zhongying joua un rôle important en combattant les envahisseurs mais ses troupes durent reculer de plus en plus loin. La dernière ligne de défense est installée autour de Khotan à partir d'où Ma fuit finalement directement en territoire soviétique et n'est plus jamais revu.
Le livre Who's who in China prétend faussement que Ma Zhongying est revenu d'Union soviétique en 1934 pour s'installer à Tianjin,.
Des télégrammes britanniques de 1937 en provenance d'Inde affirment que les Tungans (musulmans sinophones) comme Ma Zhongying et Ma Hushan ont conclu un accord avec les Soviétiques qu'ils combattaient avant, et que depuis que les Japonais ont commencé à envahir toute la Chine, les Tungans, menés par Ma Zhongying et Ma Hushan aident les forces chinoises, et que les deux hommes seraient retournés au Gansu,.

## Hypothèses de fin de vie
En 1936, les forces de Zhang Guotao traversent le fleuve Jaune pour étendre le communisme au Xinjiang et entrer en relation directe avec l'Union soviétique. Certaines sources indiquent que Ma Zhongying ferait partie de l'Armée rouge dans laquelle il serait devenu un conseiller haut gradé qui aurait proposé aux Soviétiques d'entrer en action. Sa mission aurait été de conseiller sur la situation au Xinjiang et d'aider les négociateurs soviétiques avec ses cousins Ma Bufang, Ma Hongbin (en), et leurs familles pour que ces seigneurs de guerre n'entravent pas les forces de Zhang Guotao. Cependant, le plan soviétique ne fut jamais appliqué car la force communiste de Zhang Guotao fut rapidement annihilée par une armée de 100 000 hommes de la clique de Ma fidèle au Kuomintang (les forces de Ma Bufang du Qinghai, un reste des forces de Ma Zhongying du Gansu, et les forces de Ma Hongkui (en) et Ma Hongbin du Ningxia). La 4e armée rouge de Zhang Guotao et ses 21 600 soldats (en comparaison aux 8 000 soldats de la 1re armée rouge menée par Mao Zedong) s'effondra plus rapidement que ce que les Soviétiques redoutaient, et aucun soldat communiste chinois n'atteignit le Xinjiang vivant.
La vie de Ma Zhongying après 1936 est un mystère. Il existe cinq différentes versions :
- il serait mort dans un accident d'avion avant la Seconde Guerre mondiale.
- il aurait été emprisonné après avoir été capturé à Moscou en 1936.
- il aurait été emprisonné dans un camp de travail puis exécuté durant les Grandes Purges de l'armée en 1937-1938.
- certaines sources, comme le général russe Konstantin Rokossovski, soutiennent que Ma fut d'abord emprisonné durant les Grandes Purges mais fut plus tard libéré et aurait participé au front de l'Est contre les Allemands.
- selon les mémoires de Sheng Shicai, L'Échec rouge au Xinjiang, Ma aurait été tué par Staline, avec tous ses fidèles, à Moscou durant l'été 1937.